# Frank Barrie
Frank Smith (19 de septiembre de 1936 – 30 de junio de 2025), conocido profesionalmente como Frank Barrie, fue un actor, director y escritor inglés. Hizo su debut actoral en 1959 en una producción de Henry IV, Part 2 en el York Theatre Royal. Fue un exitoso actor shakespeariano a lo largo de su carrera. En 2008 protagonizó Lunch with Marlene, un homenaje a Noël Coward y Marlene Dietrich, y en 2010 fue elegido para interpretar a Edward Bishop, un amigo caballeroso de Dot Cotton en EastEnders.

## Primeros años
Barrie nació como Frank Smith, hijo de Arthur y Annie (de soltera Carter) Smith en Scarborough, North Riding de Yorkshire, el 19 de septiembre de 1936, pero pasó su infancia en York. Allí asistió a la Archbishop Holgate's School, antes de ingresar en la Universidad de Hull, donde fue elegido presidente del Sindicato de Debate.

## Teatro
Tras graduarse, Barrie pasó cuatro años actuando en repertorio semanal y quincenal, antes de unirse en 1965 a la prestigiosa compañía Bristol Old Vic, de renombre internacional, donde rápidamente se consolidó como el primer actor —el más joven en la historia de la compañía. Entre sus muchos papeles interpretó a Oedipus Rex; Ricardo II; Long John Silver; Alfie; Malvolio; y Lucio en la producción de Tyrone Guthrie de Measure for Measure. Su interpretación de Mercutio en Romeo and Juliet fue muy elogiada. Harold Hobson escribió en The Sunday Times sobre el:
«espléndido Mercutio varonil y romántico de Frank Barrie. Pocos Mercutios habrán vivido con un brío tan exaltado o muerto con más aplomo o amargura que el del señor Barrie».
En 1967, Barrie recorrió Estados Unidos y Europa con la compañía, repitiendo sus papeles de Mercutio y Lucio en Broadway, Nueva York, y en muchas otras ciudades importantes.
En 1969 fue invitado por Laurence Olivier a unirse al Teatro Nacional. Durante los siguientes cuatro años interpretó muchos papeles protagonistas en la compañía de Olivier, incluyendo a Mirabell en The Way of the World junto a Geraldine McEwan. Su interpretación de Wendoll en la producción de John Dexter de A Woman Killed with Kindness con Joan Plowright recibió críticas favorables. The Stage señaló que «Frank Barrie es un excelente Wendoll» y que ofreció «una caracterización de riqueza y poder». También apareció como Brachiano en The White Devil, Barelli en The Rules of the Game con Paul Scofield; Ganya en The Idiot con Derek Jacobi; Desmoulins en Danton's Death con Christopher Plummer; y Bassanio junto al Shylock de Olivier. Fue el primer miembro del Bristol Old Vic en protagonizar en el Young Vic, donde obtuvo una amplia aclamación de la crítica como Byron en The Naked Peacock. La producción fue descrita por el crítico Irving Wardle como una que ofrecía:
«una actuación notablemente byroniana de Frank Barrie; una figura románticamente viril cuya boca lupina ofrece una amenaza constante de ironía destructiva abrasadora».
Entre sus actuaciones posteriores en Londres se encuentran A Midsummer Night's Dream en el Open Air Theatre, Regent's Park, donde interpretó a Oberon junto a Linda Thorson como Titania (A Midsummer Night's Dream. Su actuación como Crichton en la puesta en escena de 1977 de The Admirable Crichton en el Greenwich Theatre fue bien recibida, con el Daily Telegraph comentando que:
«Frank Barrie como Crichton da la impresión de que bajo el uniforme rígido de mayordomo late el corazón de un verdadero ser inteligente».
También apareció como Arthur Kipps en The Woman in Black, presentada en el Fortune Theatre;  Lord Rosebery en Motherdear junto a Margaret Lockwood en el Ambassadors y Janacek en el Royal Festival Hall; También interpretó a Braham en The Philanthropist en el Wyndham's y al Mayor Ross en The Crucifer of Blood en el Haymarket.
Barrie fue autor de su monólogo teatral Macready!, la historia del gran actor victoriano William Macready, que llegó al West End en 1981 tras una exitosa temporada en Nueva York y fue filmada por la Bright Thoughts Company para Channel 4. Por esta actuación fue nominado como «mejor actor» en los premios London Critics Plays and Players Awards. Barrie representó Macready! en todo el mundo, en un récord de 65 países, incluyendo Australia, donde en 1982 representó a Gran Bretaña en el Festival de Artes de los Juegos de la Commonwealth en Brisbane.
En 1991 apareció en el Theatre Royal, Windsor en The Philanthropist. En 1995 interpretó el papel principal en una producción posterior de Jeffrey Bernard Is Unwell, con The Stage comentando que «la interpretación central de Frank Barrie está muy bien medida e impecablemente ejecutada».

### Carrera en elsigloXXI
En 2008, Barrie fue elegido como Noël Coward en la producción original londinense de Lunch with Marlene, una obra sobre la amistad entre Coward y la legendaria actriz Marlene Dietrich. La producción recibió «críticas entusiastas», y la elección de Barrie como Coward fue calificada como «impecable» por The Stage.
Barrie también tuvo una considerable experiencia como director, incluyendo producciones de Shylock, J. M. Barrie, y The Life and Loves of Edith Wharton, todas las cuales realizaron giras internacionales. Sus créditos como escritor incluyen Wellington, The Family at Ham, The Devil You Know y The Other Woman, esta última emitida por la BBC y protagonizada por la Dama Thora Hird.
En mayo de 2022 apareció como Flashman at 80, celebrando el bicentenario ficticio del personaje.

## Televisión
Barrie también apareció en más de 150 producciones de televisión británicas, incluyendo programas como Emergency Ward 10, No Hiding Place, Softly, Softly, Special Branch, On Giant's Shoulders y Queen of Swords.
En 1983, Barrie interpretó a Eglamour en la adaptación de la BBC Television Shakespeare de The Two Gentlemen of Verona.
Barrie apareció en EastEnders de la BBC como Edward Bishop en 2010 y 2011, un maestro de coro local que se convierte en el amigo caballeroso de Dot Branning (June Brown).

## Vida personal y fallecimiento
En Hull conoció a su futura esposa Mary Ann Lloyd. Se casaron en 1960 y tuvieron una hija, Julia.
Barrie falleció en su casa el 30 de junio de 2025, a los 88 años.

## Galería

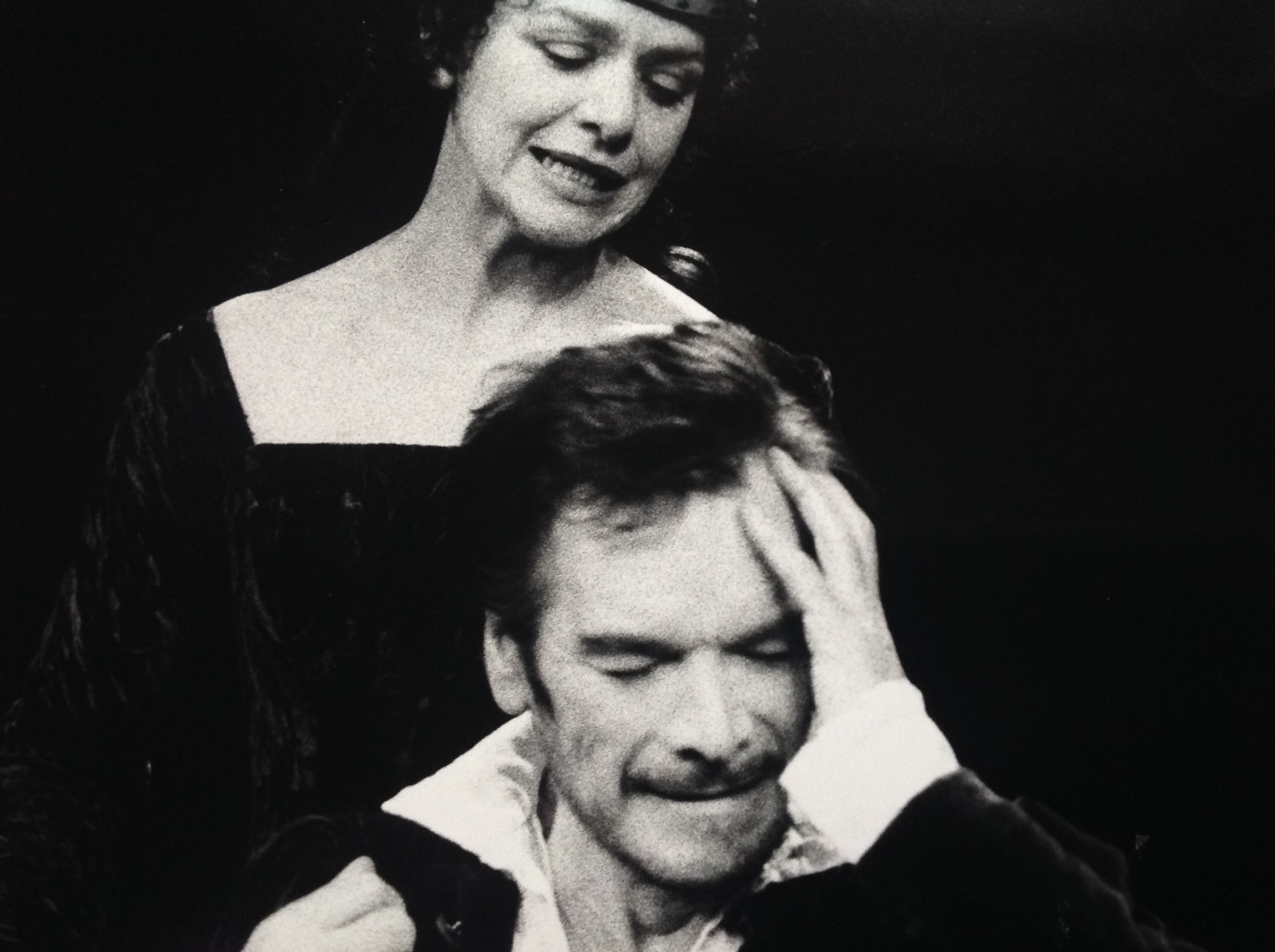
Frank Barrie como Macbeth, Lis Bell como Lady Macbeth.
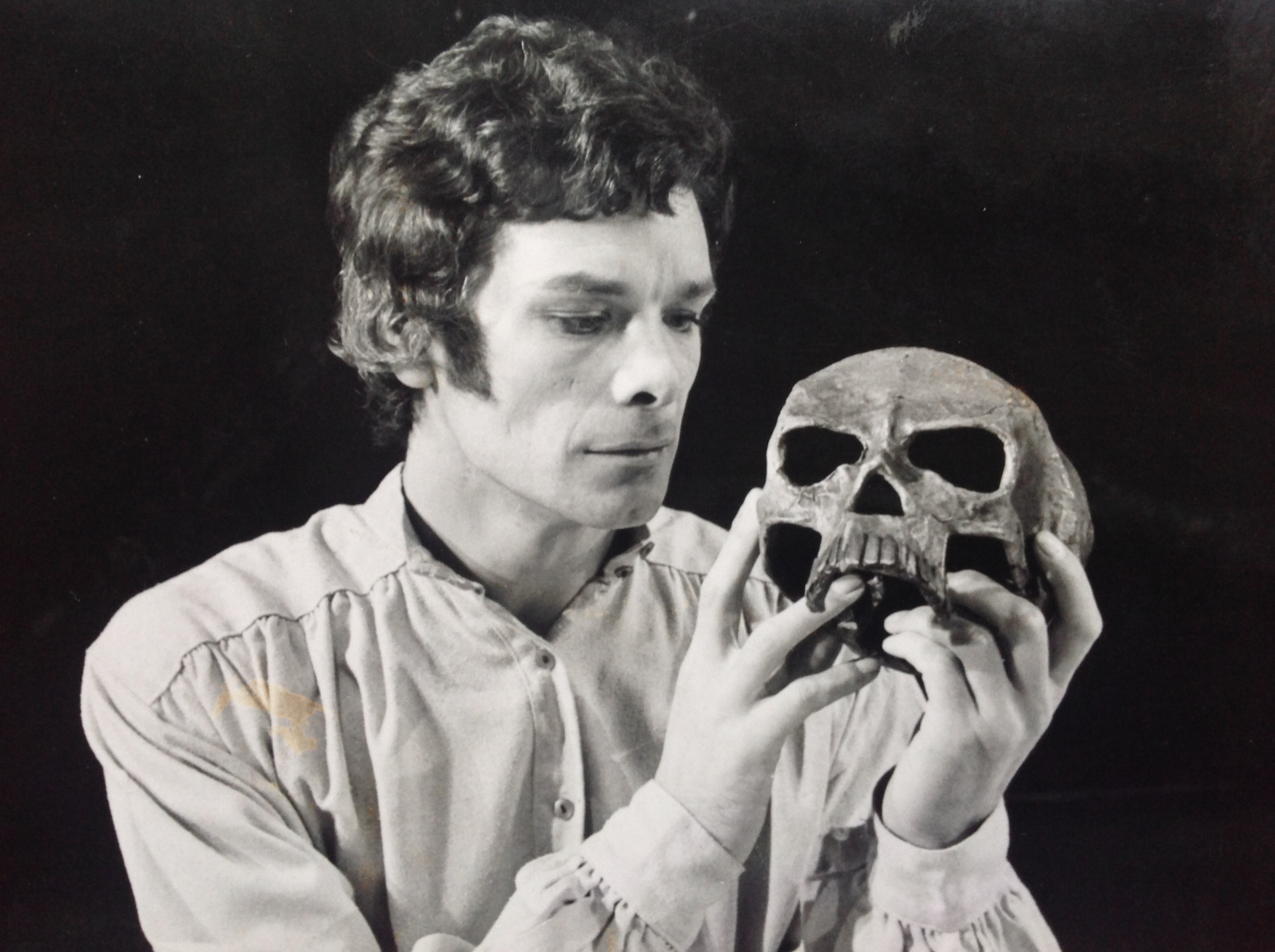
Frank Barrie como Hamlet, York Theatre Royal, 1974.
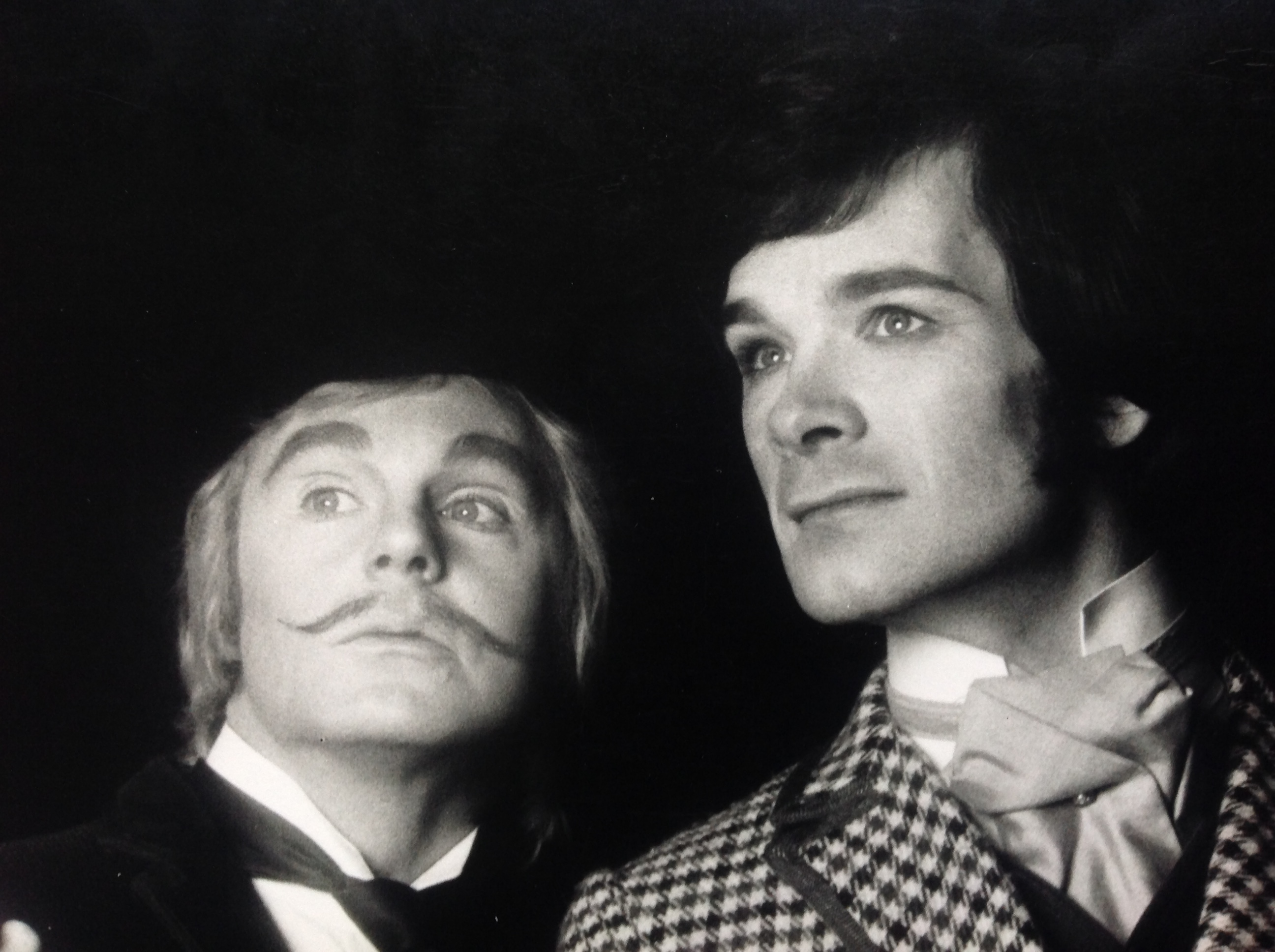
Frank Barrie y Derek Jacobi en The Merchant of Venice.
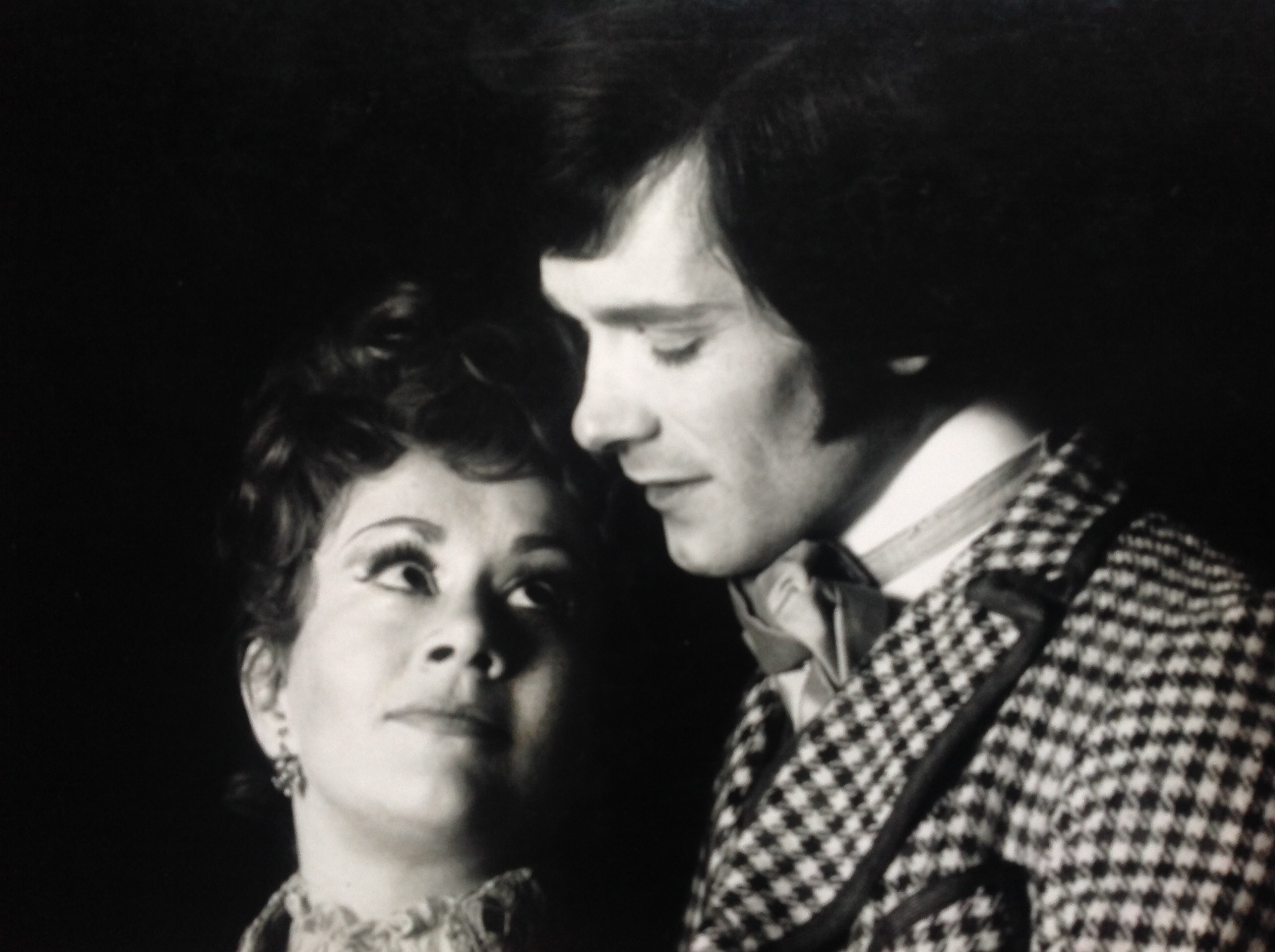
Frank Barrie y Joan Plowright.
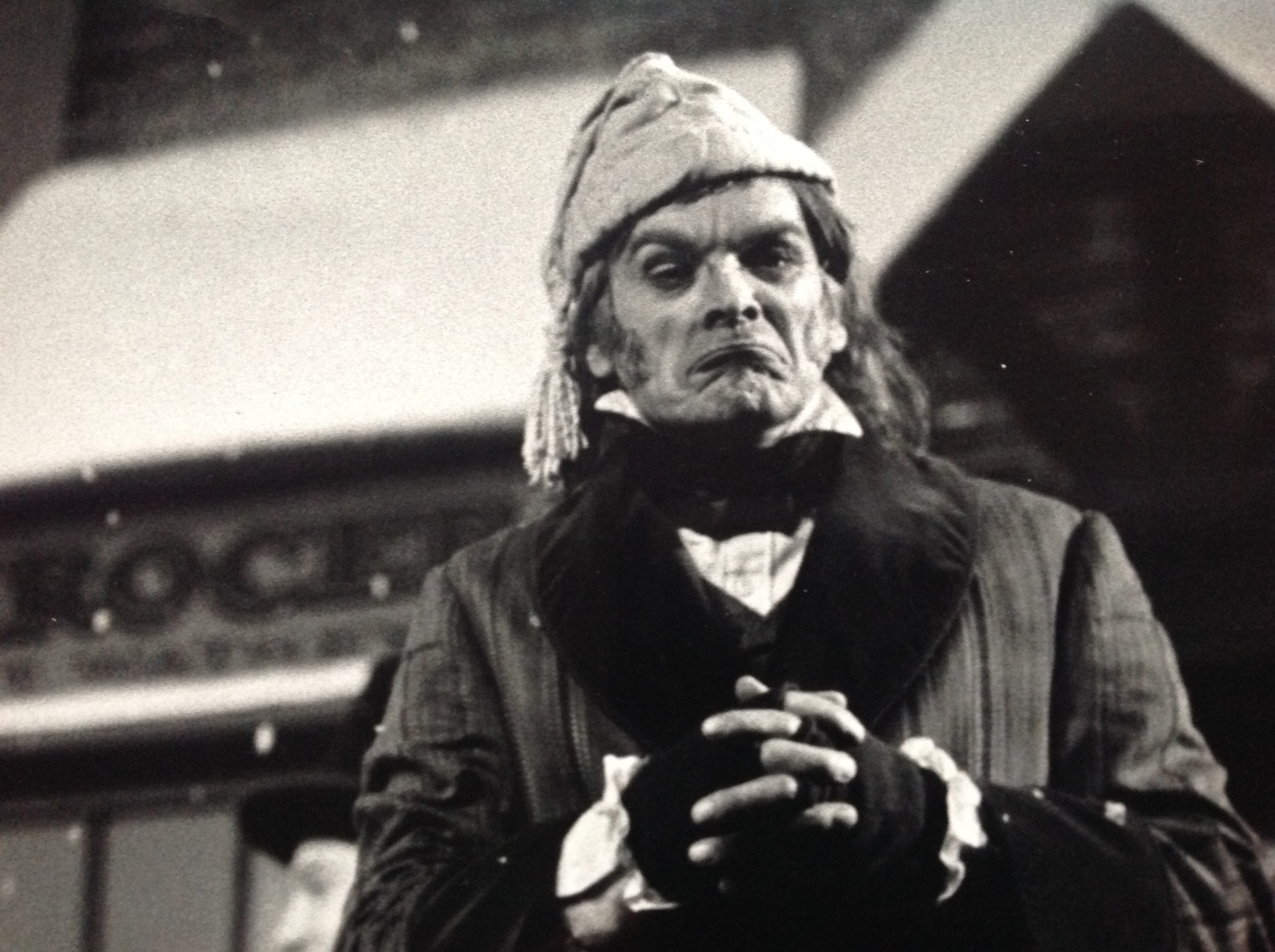
Frank Barrie como Scrooge.
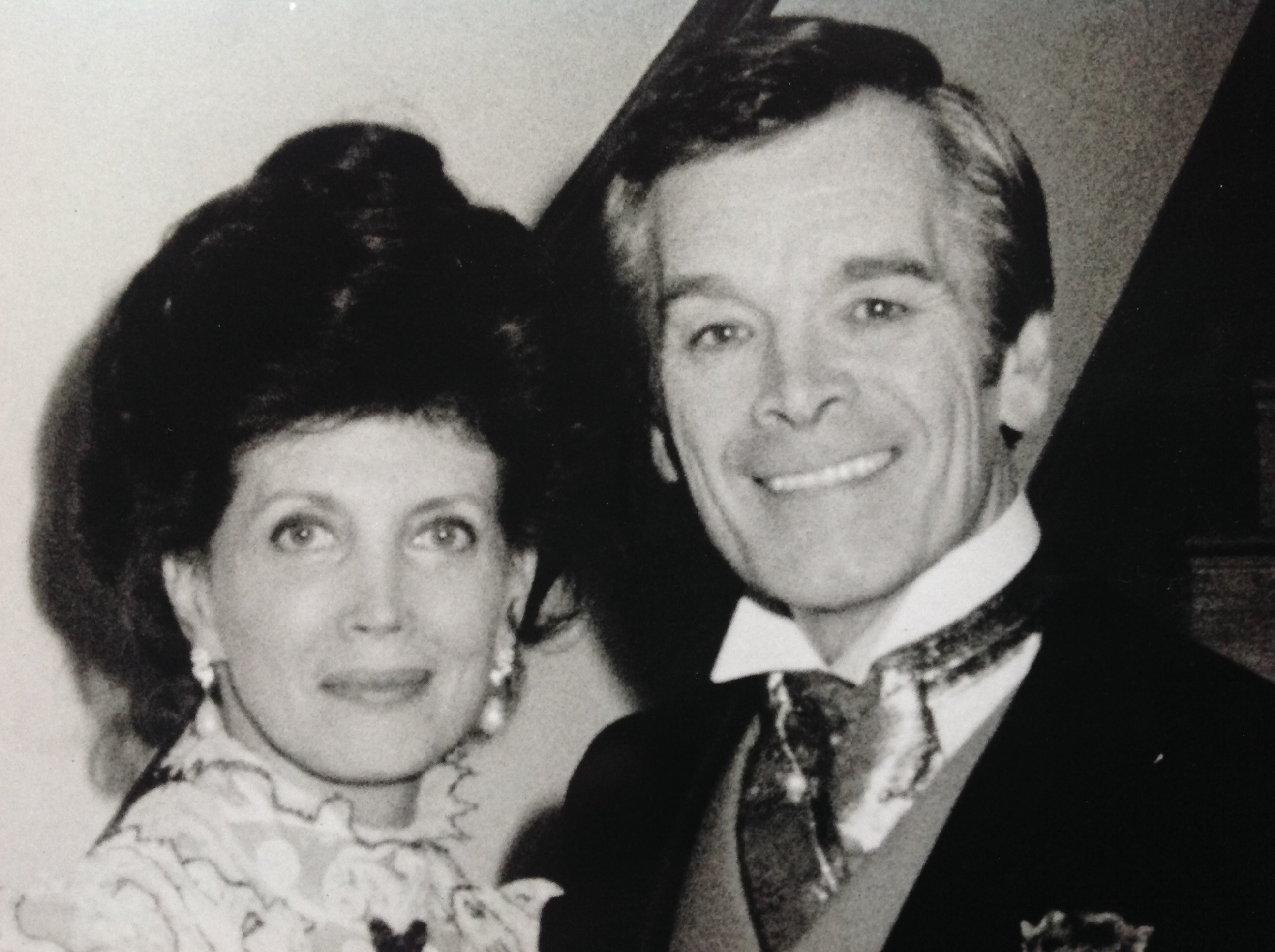
Frank Barrie y Gayle Hunnicutt en The Lives and Loves of Edith Wharton.
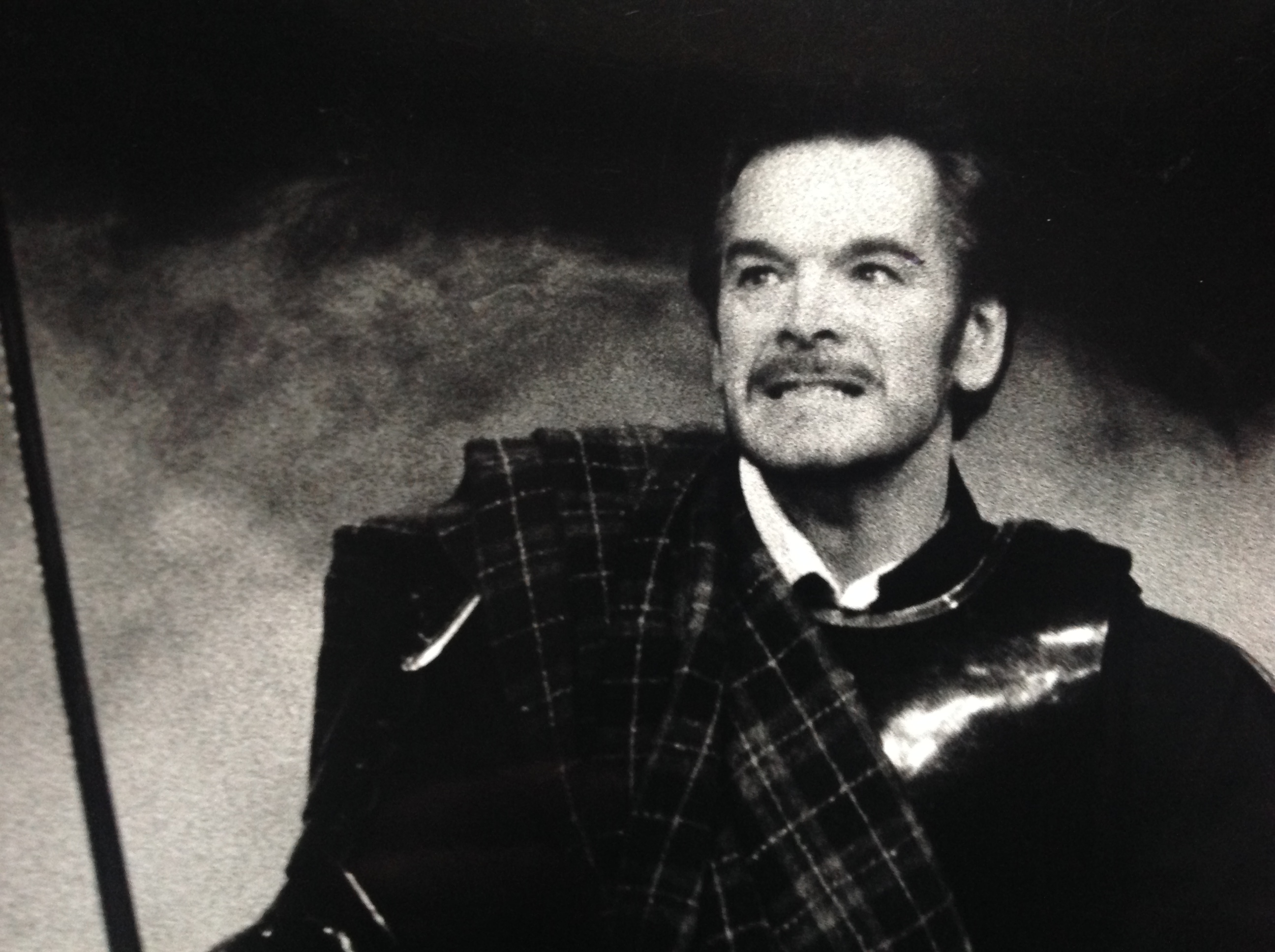
Frank Barrie como Macbeth.
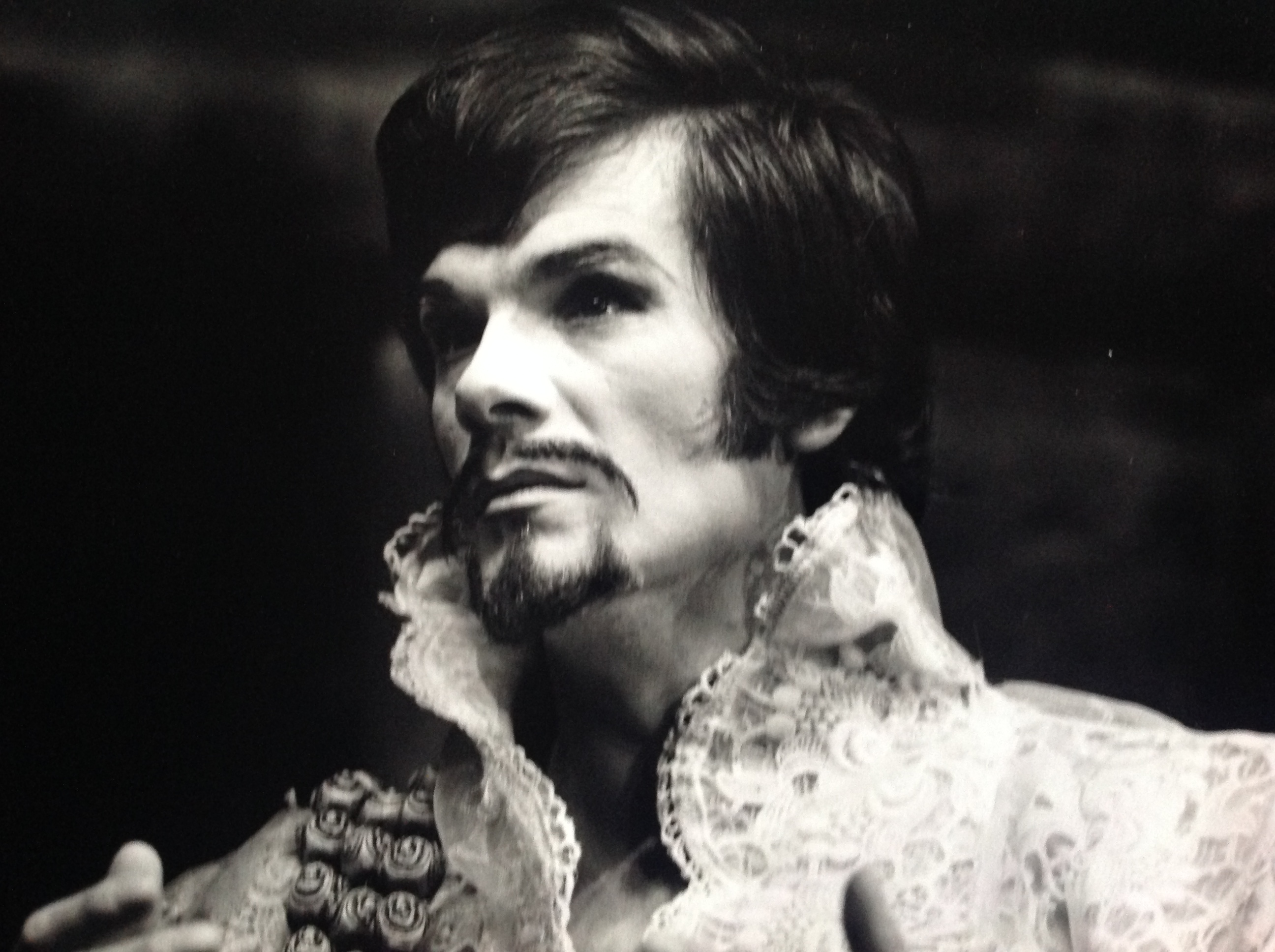
Frank Barrie como Brachiano en The White Devil.